# Степанов Андрій Юрійович
Андрій Юрійович Степанов (рос. Андрей Юрьевич Степанов; 14 квітня 1986, м. Москва, СРСР) — білоруський хокеїст, нападник. Виступає за «Динамо» (Мінськ) у Континентальній хокейній лізі. Майстер спорту.
Хокеєм займається з 1992 року, перший тренер — Костянтин Смірной. Виступав за ЦСКА-2 (Москва), «Крила Рад-2» (Москва), «Крила Рад» (Москва), «Торпедо» (Нижній Новгород), МВД (Твер), «Вітязь» (Подольськ), «Металург» (Новокузнецьк), ХК «Дмитров», «Юніор» (Мінськ), «Юність» (Мінськ), «Амур» (Хабаровськ), «Сибір» (Новосибірськ).
У складі національної збірної Білорусі учасник чемпіонатів світу 2011 і 2012 (11 матчів, 2+4).
Досягнення
- Чемпіон Білорусі (2009, 2010, 2011)
- Володар Кубка Білорусі (2009, 2010)
- Володар Континентального кубка (2011).